# جوزفين آديلايد كلارك
جوزفين آديلايد كلارك (بالإنجليزية: Josephine Adelaide Clark)‏ هي عالمة نبات وأمينة مكتبة أمريكية، ولدت في 1856 في Weston, Massachusetts ‏ في الولايات المتحدة، وتوفيت في 1929.